# 스톤 (2010년 영화)
《스톤》(영어: Stone)은 2010년 공개된 미국의 범죄 스릴러 영화이다.

## 출연진
- 로버트 드니로
- 에드워드 노턴
- 밀라 요보비치
- 프랜시스 콘로이
- 엔베어 조카이
- 페퍼 빙클리

## 기타 제작진
- 공동 제작: 에드 커셀 3세
- 미술: 팀 그라임스
- 의상: 빅토리아 패럴